# Vinzenz Brauner

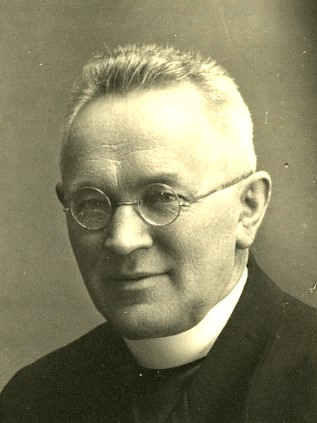
Vinzenz Brauner (etwa 1920)

Vinzenz Brauner (* 18. November 1877 in Salisov/Salisfeld, Zuckmantel; † 30. Januar 1943 in Sommerfeld) war ein deutscher römisch-katholischer Geistlicher und Märtyrer.

## Leben
Vinzenz Brauner, Sohn eines Grundbesitzers, besuchte das Gymnasium in Weidenau, studierte katholische Theologie in Olmütz und wurde am 26. Juli 1900 in Weidenau zum Priester geweiht. Er war Kaplan in Hermannstadt und Jauernig und wurde 1909 Pfarrer in Zuckmantel (später auch Erzpriester des Dekanates) mit der Maria-Hilf-Wallfahrtstätte. Von 1927 bis 1938 war er auch Bürgermeister der Stadt. Dann wurde er von den Nationalsozialisten abgesetzt und am 6. Mai 1941 von der Gestapo verhaftet, in  Troppau festgesetzt und am 7. Juni 1941 des Landes verwiesen. Nach kurzem Aufenthalt im Kloster Neuzelle wurde er Kaplan in Schwiebus und vom 24. September 1942 Pfarrverweser in Sommerfeld. Dort starb er nach vier Monaten im Alter von 65 Jahren an Lungenentzündung. Er wurde unter großer Beteiligung der Bevölkerung in Freiwaldau beigesetzt.  

## Gedenken
Die Römisch-katholische Kirche in Deutschland hat Vinzenz Brauner als Märtyrer aus der Zeit des Nationalsozialismus in das deutsche Martyrologium des 20. Jahrhunderts aufgenommen.